# Cantó de Châlons-en-Champagne-3
El cantó de Châlons-en-Champagne-3 és un cantó francès del departament del Marne, situat al districte de Châlons-en-Champagne. Té 4 municipis i part del de Châlons-en-Champagne.

## Municipis
- Châlons-en-Champagne (part)
- Compertrix
- Coolus
- Fagnières
- Saint-Gibrien

## Història
| Data d'elecció                           | Identitat           | Partit    | Qualitat |
| ---------------------------------------- | ------------------- | --------- | -------- |
| 1973-1994                                | Jean Reyssier       | PCF       |          |
| 1994-2008                                | Bernard Barberousse | PCF       |          |
| 2008-                                    | Alain Biaux         | Les Verts |          |
| les dades anteriors no són pas conegudes |                     |           |          |
|                                          |                     |           |          |